# Butcher's Crossing
Butcher's Crossing és una novel·la de temàtica western de John Williams, publicada originalment l'any 1960. La història segueix les peripècies de William Andrews, un jove estudiant de Harvard que abandona la seva vida per explorar l'oest americà. El llibre comença i acaba a la ciutat fronterera fictícia de Butcher's Crossing, Kansas, a principis de la dècada de 1870, on Andrews s'uneix a una expedició de caça de búfals. Ell i la gent que coneix al llarg del camí s'han d'enfrontar i sobreviure a les brutals realitats de la natura en els seus intents d'aconseguir pells de búfal per vendre. Al llarg del camí, Andrews contempla el seu propòsit a la vida respecte a la natura, concretament a través de la influència de Ralph Waldo Emerson.

## Rerafons
Butcher's Crossing és la segona novel·la de John Williams, precedida per Nothing but the Night. És considerada per molts com un dels primers pioners d'una raça més "realista" de novel·la occidental, juntament amb algunes altres obres notables, com ara Blood Meridian de Cormac McCarthy i Warlock d'Oakley Hall. Reflexionant sobre l'estat del gènere occidental en el moment d'escriure Butcher's Crossing, Williams va escriure: "El tema d'Occident ha patit un procés d'estereotips sense sentit". La resposta de Williams a aquest estereotip va arribar en forma de Butcher's Crossing, en què es posa l'accent en la duresa de la vida al far west. La novel·la compta amb un protagonista, Will Andrews, que està profundament influenciat per la idea de l'harmonia humana-natura que es troba a la filosofia Emersoniana.

## Personatges
- Will Andrews és el personatge principal. Will té 23 anys, és fill d'un ministre, i estudiant de tercer any de Harvard.[5] Inspirat pels escrits de Ralph Waldo Emerson i una afició a la natura, Andrews abandona la universitat per "trobar-se al gran Oest".[1][2]
- Miller: Miller és un caçador experimentat i un home de muntanya i un guia zelós de la natura que Andrews coneix a Butcher's Crossing i que convenç Andrews d'anar a una expedició de caça de búfals amb ell. S'enorgulleix del seu ofici.
- Charley Hoge: Charley és un veterà de la vida fronterera amb un sol braç, el principal company de caça de Miller i un alcohòlic. Acompanya Andrews i Miller a la seva expedició de caça. Sempre porta la seva Bíblia amb ell i sovint planteja temes religiosos controvertits que provoquen debat al grup.[6]
- Fred Schneider: Schneider és un especialista en treure la pell als animals que acompanya Andrews, Miller i Charley a la caça de búfals. Té una mentalitat independent i sovint la veu de la dissidència quan el grup s'enfronta a una decisió seriosa.[7]
- Francine: una "puta amb un cor d'or" amb qui Andrews troba companyia.[1]
- JD McDonald: McDonald va conèixer el pare d'Andrews feia anys; és un comerciant de pells de búfal i financer de les expedicions de caça que viu a Butcher's Crossing.[7]